# 高雄丸
高雄丸是大阪商船的客貨船。

## 概要
大阪商船內台航路的客貨船，高雄丸型的一號船。1927年（昭和2年）由浦賀船渠建造完成。服務於高雄─橫濱間，以運送台灣香蕉為主。1937年（昭和12年）7月陸軍徵用為輸送船，1941年（昭和16年）12月10日載運台灣步兵第二聯隊，在呂宋島西北方進行登陸時遭到轟炸，因受損嚴重而被棄置於當地，紀錄上是1942年（昭和17年）9月30日沉沒。
同型的「恆春丸」和屏東丸型的「屏東丸」、「台東丸」、「彰化丸」也都是運送台灣香蕉的客貨船。